# Świadkowie Jehowy w Czechach
Świadkowie Jehowy w Czechach – społeczność wyznaniowa w Czechach, należąca do ogólnoświatowej wspólnoty Świadków Jehowy, licząca w 2023 roku 16 764 głosicieli, należących do 217 zborów, posiadających 139 własnych Sal Królestwa oraz 2 Sale Zgromadzeń. W 2023 roku na dorocznej uroczystości Wieczerzy Pańskiej zgromadziło się 30 590 osób. Działalność miejscowych głosicieli koordynuje Biuro Oddziału w Bratysławie na Słowacji. Biuro Krajowe znajduje się w Pradze.

## Historia

### Początki
W 1891 roku Charles Taze Russell, prezes Towarzystwa Strażnica, podróżując po Europie, złożył krótką wizytę w Pradze.
W 1907 roku Badacz Pisma Świętego o nazwisku Erler z Drezna zaczął co miesiąc jeździć do północnych Czech, aby tam udostępniać ludziom publikacje bibijne. Najczęściej głosił w Libercu i okolicznych miastach, za każdym razem poświęcając na to dwa lub trzy dni. Rozpowszechniał książkę C.T. Russella „Walka Armageddonu”. W 1912 roku istniało już spore grono osób, które tworzyły małe grupki ochrzczonych nowych członków. Posługiwano się literaturą biblijną w języku niemieckim. W 1916 roku w mieście Most zebrania prowadził Antonín Gleissner.

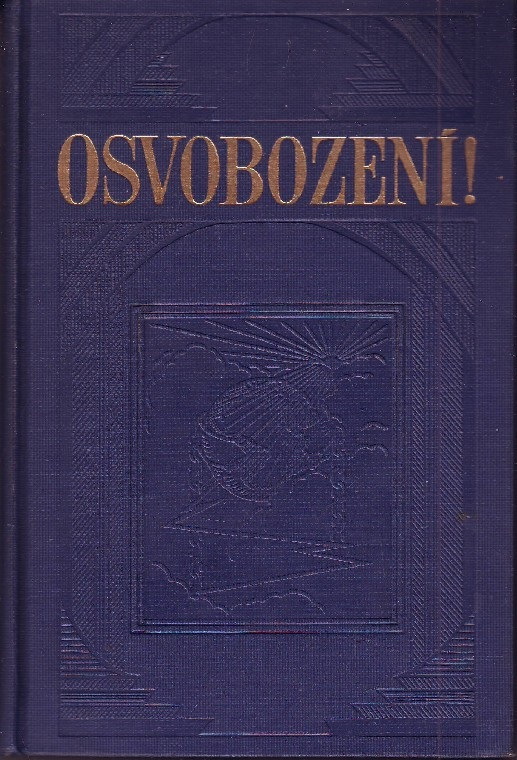
Książka „Wyzwolenie” – 1926
(edycja czeska)

W 1922 roku wydano w języku czeskim publikację „Miliony ludzi z obecnie żyjących nigdy nie umrą!”, a trzy osoby rozpoczęły działalność kaznodziejską w charakterze kolporterów, by rozpowszechniać tę publikację wśród Czechów. W roku 1923 co miesiąc zaczęło się ukazywać 16-stronicowe wydanie „Strażnicy” w języku czeskim. W kraju działo 30 głosicieli. W tym samym roku z niemieckiego Biura Oddziału został wysłany do działalności kaznodziejskiej na terenie obecnych Czech – Antonín Gleissner wraz z żoną. Pod jego nadzorem utworzono w Czechach skład literatury biblijnej.
Od roku 1928 niemieckie Biuro Oddziału ściślej nadzorowało działalność w Czechosłowacji, co przyniosło wiele usprawnień organizacyjnych. W tym roku na terenie Czech było 25 małych grup, do których należało 106 głosicieli i 6 kolporterów. W sumie rozpowszechniono 64 484 książki i broszury oraz około 25 tysięcy czasopism. W następnym roku Otto Estelmann z Niemiec rozpoczął wyświetlanie „Fotodramy stworzenia”. Tę czteroczęściową projekcję wyświetlano w wielu miejscach w kraju. Pod koniec roku 1933 działalność ta osiągnęła punkt kulminacyjny, gdy na cztery kolejne projekcje tego filmu wynajęto największe kino w Pradze, Kapitol. Ponieważ prezentacja cieszyła się sporym zainteresowaniem, kino wynajęto na dwa dodatkowe wieczory. Erich Frost 122 razy brał udział w projekcji „Fotodramy stworzenia”.

### Legalizacja działalności
Pod koniec lat 20. podjęto starania, aby stworzyć prawne podstawy działalności Świadków Jehowy w Czechosłowacji. Na zwołanym w tym celu spotkaniu w Pradze postanowiono utworzyć dwie korporacje oraz przyjęto ich statuty. Pierwsza z nich, o nazwie Mezinárodní sdružení badatelů Bible, československá větev (Stowarzyszenie Międzynarodowych Badaczy Pisma Świętego, Oddział Czechosłowacki) miała siedzibę w Pradze i nadzorowała działalność Świadków Jehowy w Czechosłowacji. Miała ona trzy biura – każde w innej części republiki. Działalność Świadków Jehowy w Czechach nadzorowało biuro w Brnie otworzone w 1928 roku. Sługą biura był Antonín Gleissner. Druga nazywała się Biblická a traktátní společnost Strážní věž, československá větev (Towarzystwo Biblijne i Traktatowe Strażnica, Oddział Czechosłowacki), a zajmowała się sprowadzaniem publikacji biblijnych, organizacją zebrań oraz rozprowadzaniem literatury do zborów.

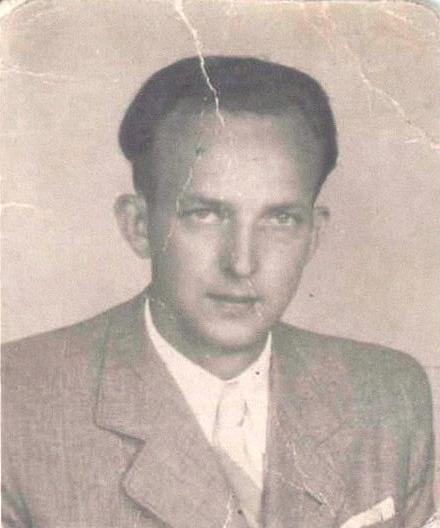
Bohumil Müller (1915–1987)

Na początku lat 30. XX wieku Świadkiem Jehowy został zecer Bohumil Müller, który wkrótce rozpoczął pracę w praskim Domu Betel. Biuro Stowarzyszenia Międzynarodowych Badaczy Pisma Świętego w Pradze otworzono w roku 1931. Zaczęto w nim drukować literaturę biblijną, co bezpośrednio wiązało się z zakazem działalności Świadków Jehowy w Niemczech po dojściu Hitlera do władzy i zajęciu biura w Magdeburgu przez nazistów. W roku 1933 również w Pradze utworzono biuro Towarzystwa Strażnica. Sługą oddziału czechosłowackiego w Pradze został zamianowany Edgar Merk z Magdeburga, natomiast nadzór nad biurem Towarzystwa i Domem Betel sprawował Karel Kopetzky z Pragi. Ponieważ dochodziło pomiędzy nimi do konfliktów, w 1936 roku nadzór nad praskim biurem przejęło środkowoeuropejskie biuro Towarzystwa Strażnica w Szwajcarii. Karel Kopetzky i Josef Güttler zrezygnowali z pełnienia swoich funkcji w korporacjach Towarzystwa Strażnica w Czechosłowacji, a zastąpili ich Josef Bahner i Bohumil Müller. Na nowego sługę oddziału wyznaczono Heinricha Dwengera.

### Rozwój działalności
W 1932 roku zaczęło ukazywać się w języku czeskim czasopismo „Złoty Wiek” (obecne „Przebudźcie się!”). W pierwszym roku wręczono ludziom 71 200 egzemplarzy tego czasopisma. Spośród grona 84 pionierów w 1932 roku w Czechosłowacji, 34 pochodziło z Niemiec. Posługiwali się oni w służbie kaznodziejskiej kartami świadectwa w języku czeskim. Jednak w roku 1934 na mocy ustawy o ograniczeniu napływu cudzoziemców większość z nich musiała wyjechać z kraju. W tym samym roku podczas głoszenia zaczęto posługiwać się krótkimi nagraniami kazań na płytach gramofonowych, które odtwarzano na centralnych placach miast lub wiosek. Rozpoczęto wyświetlanie filmu Dramat stworzenia.
W dniach 14–16 maja 1932 roku w praskim Teatrze Varieté przeprowadzono pierwsze międzynarodowe zgromadzenie, w którym uczestniczyło około 1500 osób z Czechosłowacji i państw sąsiednich. Program zgromadzenia przedstawiono w językach: czeskim, niemieckim, rosyjskim, słowackim i węgierskim. Szczególnym punktem tego zgromadzenia był wykład publiczny „Europa przed zagładą”. Uczestnicy kongresu wyruszyli również do służby od domu do domu na terenie Pragi, rozpowszechniając 21 tysięcy publikacji biblijnych. W dniach od 6 do 7 sierpnia 1932 roku zgromadzenie odbyło się również w Libercu, 3 i 4 sierpnia w Brnie i w Cieplicach (drugie zgromadzenie odbyło się tam 3 i 4 grudnia), a 1 i 2 października w Karlowych Warach. 6 kwietnia 1933 roku w Pradze odbył się drugi w historii miasta chrzest Świadków Jehowy, a 22 i 23 kwietnia w Ostrawie. W ciągu 10 lat wśród różnych grup językowych mieszkających w Czechosłowacji rozpowszechniono ponad 2 700 000 publikacji biblijnych.
Na drugi międzynarodowy kongres zorganizowany w Pradze, który odbył się w dniach od 20 do 23 sierpnia 1937 roku przybyli Świadkowie Jehowy z Austrii, Węgier, Polski i Niemiec. W kongresie tym uczestniczyli również ukraińskojęzyczni głosiciele z Rusi Podkarpackiej. Przybyli oni na kongres specjalnym pociągiem, który na każdym wagonie zawierał napis: „Konwencja Świadków Jehowy w Pradze”. W 1937 roku w działalności kaznodziejskiej wykorzystywano 50 gramofonów.
W 1937 roku Bohumil Müller, jako pierwszy Świadek Jehowy w Czechosłowacji, został uwięziony za odmowę pełnienia służby wojskowej. Do końca marca 1939 roku był czterokrotnie wzywany przed sąd wojskowy i czterokrotnie skazywany na kilkumiesięczne kary pozbawienia wolności. Gdy w sierpniu 1938 roku Świadkom Jehowy zakazano urządzania zebrań, zaczęli się spotykać w małych grupach. 15 marca 1939 roku Niemcy zajęły całe Czechy i Morawy, a 30 marca przyszli do praskiego biura. 1 kwietnia rozpoczęto transport sprzętu drukarskiego do Holandii oraz pakowanie i wynoszenie literatury biblijnej z biura, szykując w ten sposób biuro do zamknięcia.
W latach 30. XX wieku Świadkowie Jehowy ze zboru Hirschberg (Jelenia Góra) w kilkuosobowych grupach wyglądających na turystów przenosili zakazaną w Niemczech literaturę biblijną poprzez zieloną granicę ze Szpindlerowego Młyna znajdującego się na terenie Czechosłowacji. Następnie literatura była pakowana w paczkach, podobnie jak mydło, i rozsyłana koleją do różnych części Niemiec. Działalność ta została ograniczona w 1936 roku, gdy władze odkryły punkt przechowywania literatury znajdujący się pod Berlinem, a w nim wśród wielu innych trzy paczki z Hirschbergu. Pomimo aresztowania trzech miejscowych Świadków transport literatury na szlaku karkonoskim odbywał się dalej, choć już w mniejszym stopniu.

### Okres II wojny światowej i wczesne lata powojenne
W roku 1939 gestapo zaczęło dokonywać aresztowań Świadków Jehowy. Niektórych osadzono w obozach koncentracyjnych. Otto Buchta, filar zboru w Brnie, został zesłany do KL Mauthausen, gdzie zmarł. Jesienią 1940 roku w grupie głosicieli z Moraw aresztowany został Kapinus, który wcześniej usługiwał w praskim biurze. Zaś Karel Kopetzky odłączył się od zboru i podjął służbę w SS. Zdarzały się też pojedyncze przypadki, gdy osoby osadzone w obozach koncentracyjnych właśnie tam zostawały Świadkami Jehowy, jak np. Božena Vodrážková, Alois Miczek czy Oldřich Nesrovnal. Inni, pozostający na wolności, w okresie II wojny światowej prowadzili działalność zborową w konspiracji. W 1942 roku działalność wśród krewnych na Zaolziu prowadzili Świadkowie Jehowy z Polski m.in. Andrzej Tyrna.
Po wojnie w latach 1945–1949 dla Świadków Jehowy nastał czas względnego spokoju. 13 grudnia 1945 roku Ministerstwo Spraw Wewnętrznych potwierdziło reaktywację obu korporacji zarejestrowanych przed wojną. W roku 1945 Bohumil Müller poczynił starania, by nawiązać kontakt ze wszystkimi zborami i z poszczególnymi głosicielami. Podjęto również próby nawiązania łączności z Biurami Oddziałów w innych krajach. W pierwszej połowie czerwca ze Szwajcarii zaczęły przychodzić listy zawierające fragmenty niemieckich wydań „Strażnicy” i „Pociechy” (od 22 sierpnia 1946 roku „Przebudźcie się!”). Pierwszy numer „Strażnicy” w języku czeskim, odbity w Pradze na powielaczu, ukazał się w sierpniu 1945 roku.
11 listopada 1945 roku w hali praskiej giełdy rolnej odbyło się zgromadzenie pod hasłem: „Wolność w Nowym Świecie” z udziałem około 600 obecnych. W przeciągu kolejnych 3 lat wygłoszono 1885 podobnych wykładów, z których korzystały setki ludzi. Wielu dzięki tym wykładom zostało Świadkami Jehowy. Działalność kaznodziejską prowadzono również wśród jeńców niemieckich, często hitlerowców i wśród Niemców zgromadzonych w obozach pracy i czekających na deportację.
W listopadzie 1945 roku Bohumil Müller został oficjalnie mianowany nadzorcą Biura Oddziału w Czechosłowacji. Następnego lata Świadkowie Jehowy kupili czterokondygnacyjny budynek w miejscowości Suchdol pod Pragą. Kraj podzielono na obwody liczące po około 20 zborów. Rozpoczęto urządzanie zgromadzeń obwodowych, podczas których wyruszano do służby „od domu do domu”. W zborach wprowadzono teokratyczną szkołę służby kaznodziejskiej.
We wrześniu 1946 roku w Besedním du̇mu w Brnie odbyło się zgromadzenie pod hasłem „Weselące się narody”, w którym uczestniczyło 1700 osób. Wśród uczestników zgromadzenia był Franz Zürcher z Berna w Szwajcarii, autor książki „Krucjata przeciwko chrześcijaństwu” zawierającej raporty z niemieckich obozów koncentracyjnych, przemycone przez Świadków Jehowy przebywających jeszcze na wolności. W 1947 roku w programie zgromadzenia pod hasłem „Rozrost wszystkich narodów” w Brnie uczestniczyło trzech przedstawicieli Biura Głównego – Nathan H. Knorr, Milton G. Henschel i Hayden C. Covington. Obecnych było 2300 osób, podczas gdy wszystkich Świadków Jehowy na terenie Czechosłowacji było około 1400. We wrześniu 1948 zgromadzenie zorganizowano w Pradze.

### Okres prześladowań przez komunistów
28 listopada 1948 roku podczas zgromadzenia obwodowego w Karlowych Warach rozpoczęła się akcja służby bezpieczeństwa, której agenci wysłuchali programu. Po zakończeniu programu przeszukano domu kilku głosicieli oraz skonfiskowano literaturę biblijną. Równocześnie w Pradze zamknięto Biuro Oddziału, skonfiskowano publikacje religijne, aresztowano Bohumila Müllera i innych członków rodziny Betel. Dopiero 4 kwietnia 1949 roku oficjalnie wydano dekret Ministerstwa Spraw Wewnętrznych o delegalizacji Świadków Jehowy i konfiskacie mienia związku wyznaniowego. W lipcu sąd umorzył postępowanie wobec Świadków Jehowy z powodu braku dowodów i oskarżonych zwolniono z aresztu tymczasowego. Jednak oskarżonym nie pozwolono opuścić budynku sądu, zostali zatrzymani przez urzędników Ministerstwa Spraw Wewnętrznych i arbitralną decyzją Komunistycznej Komisji Politycznej zesłani na dwa lata do obozów pracy.
Działalność zaczęto prowadzić konspiracyjnie. Mimo aresztowania osób odpowiedzialnych za prowadzenie działalności i wielu innych głosicieli, spotkania religijne organizowano w dużych mieszkaniach prywatnych, a większe zgromadzenia w lasach. Pierwsze zgromadzenie leśne odbyło się w roku 1949 niedaleko wsi Oldřichov. Uczestniczyło w nim 200 osób, a 37 osób ochrzczono w pobliskim stawie. Pojedyncze egzemplarze „Strażnicy” w języku francuskim otrzymywano pocztą ze Szwajcarii. W działalności w tym czasie przewodzili Jan Sebín i Jaroslav Hála.
W więzieniu zmarł aresztowany w 1948 roku ojciec Jaroslava Háli. Niespodziewanie na początku 1950 roku wszyscy Świadkowie Jehowy zostali wypuszczeni z obozów pracy. Dla Świadków Jehowy nastał krótki okres spokoju Liczba głosicieli w całym kraju wzrosła w ciągu dwóch lat z 1581 do 2403, a w następnym roku nastąpił wzrost o 38%. W 1951 roku w języku czeskim w sześciu częściach wydano książkę „Niech Bóg będzie prawdziwy”.

### Druga fala aresztowań
4 lutego 1952 roku nad ranem aresztowano 109 Świadków Jehowy (104 mężczyzn i 5 kobiet). W Pradze przeprowadzono dwie fikcyjne rozprawy za zamkniętymi drzwiami. Pierwsza odbyła się 27 i 28 marca 1953 roku w Pankrácu, druga miesiąc później. Osoby nadzorujące działalność Świadków Jehowy w Czechosłowacji w pokazowym procesie skazano na długoletnie wyroki. Oskarżeni Bohumil Müller i Ondřej Fogel zostali skazani na 18 lat więzienia; Ján Sebín, František Gros i Jaroslav Hála na 15 lat; Vladimir Nahálka na 12 lat; Václav Novák na 8 lat, a Ondřej Porubský na lat 5. Oskarżonych pozbawiono praw obywatelskich oraz zarządzono przepadek ich mienia. Do prasy przekazano fałszywy obraz działalności Świadków Jehowy w Czechosłowacji.
W więzieniach, niektórych poddano silnej presji psychologicznej. Bohumilowi Müllerowi przez 14 miesięcy przed procesem nie pozwalano opuszczać izolatki bez opaski na oczach. Jednak również w więzieniach Świadkowie Jehowy rozmawiali ze współwięźniami o Biblii. W trakcie pobytu w zakładach karnych wiele osób zostało Świadkami Jehowy i przyjęło chrzest.
W 1958 roku na mocy rozporządzenia rządu wprowadzono zwolnienie ze służby wojskowej dla górników, którzy nie ukończyli 30 lat. Umożliwiło to młodym Świadkom Jehowy uniknięcie kar więzienia za odmowę pełnienia służby wojskowej poprzez zatrudnienie w kopalni. Przy niektórych kopalniach powstały w tym okresie mocne zbory, do których należeli młodzi Świadkowie Jehowy. Organizowano również wspólne wyjazdy w sezonie urlopowym, na które wyjeżdżały około 30-osobowe grupy. W tym czasie w miejscach zamieszkania w zebraniach zborowych mogły uczestniczyć małe grupy do 10 głosicieli. Podczas wyjazdów studiowano Biblię, organizowano zebrania, a także podejmowano nieoficjalną działalność kaznodziejską.

### Druk literatury
Literaturę biblijną tłumaczono, drukowano i dostarczano głosicielom konspiracyjnie. Na początku zakazu z jednego egzemplarza „Strażnicy” musiało korzystać kilka zborów. Później jeden egzemplarz przypadał na zbór, a potem na rodzinę. Głosiciele robili z niego swoje notatki. W 1958 roku dzięki technice fotograficznej zaczęto sporządzać miniaturowe wydania „Strażnicy”, które dostarczano do uwięzionych głosicieli. Tam były przepisywane ręcznie, a oryginały niszczono. W 1972 roku nadzór nad drukowaniem literatury w całej Czechosłowacji powierzono Herbertowi Adamy. By utrudnić wykrycie, drukarnie przenoszono cztery razy w roku. Podczas jednej tygodniowej akcji produkcji literatury zespół potajemnie drukował, składał, oprawiał i rozsyłał około 12 tysięcy książek. W okresie zakazu nie tłumaczono czasopisma „Przebudźcie się!”.
Z czasem samodzielnie zaczęto wytwarzać powielacze. Zbudowano ich 160 egzemplarzy a niektóre przekazano Świadkom Jehowy w Rumunii. W latach 80. XX wieku wprowadzono offsetowe maszyny drukarskie, co znacznie podniosło jakość druku. W ciągu półtora roku we własnym zakresie zbudowano 11 takich urządzeń.
Pod koniec 1986 roku służba bezpieczeństwa wykryła i zlikwidowała dwie praskie drukarnie literatury. Osoby przyłapane na prowadzeniu działalności drukarskiej zostały skazane.

### Okres podziału w zborach
W drugiej połowie lat 50. XX wieku niektórzy członkowie zborów uznali, że nadzorcy działalności Świadków Jehowy poszli na kompromis z władzami komunistycznymi. Zarzucano im podjęcie rozmów z komunistyczną władzą czy wręcz uleganie jej wpływowi. Uważano, że nawet treść czasopism jest przez osoby nazywane kolaborantami dostosowywana do oczekiwań służby bezpieczeństwa. Postawa ta wynikła z braku dobrej łączności pomiędzy zborami oraz nieznajomości wszystkich faktów. Gdy w maju 1960 roku ogłoszono amnestię dla więźniów politycznych, z więzień wyszła większość skazanych Świadków Jehowy. Okazało się wówczas, że w 1959 roku w Czechosłowacji było 2105 głosicieli, ale ponad 1000 osób znalazło się w oddzielonych grupach poza zborami.
By przeciwdziałać tej sytuacji prezes Towarzystwa Strażnica Nathan H. Knorr, 7 grudnia 1961 roku skierował list do czechosłowackich zborów. Wskazał w nim Adama Januškę oraz Bohumila Müllera jako osoby wyznaczone do nadzorowania działalności w kraju. Po zapoznaniu się z listem, niektórzy powrócili do zborów. Inni pozostawali poza zborami do roku 1989, gdy Ciało Kierownicze skierowało do nich list zachęcający do powrotu.

### Organizowanie działalności zborowej
W 1960 roku po opuszczeniu więzień zaczęto organizować zbory do działalności głoszenia. W tym czasie działalność kaznodziejska była prowadzona tylko nieoficjalnie. W następnym roku wprowadzono Kurs Służby Królestwa przeznaczony dla nadzorców podróżujących i sług zboru. Rozpoczęto też osobiste szkolenie poszczególnych głosicieli. Ponieważ nadzorcy podróżujący musieli pracować zawodowo i mogli poświęcać na tę działalność 5 dni w miesiącu obwody były małe i liczyły po 6 zborów.
W 1963 roku dwóch głosicieli z Pragi zorganizowało wykład publiczny w parku, na który przybyło wiele osób. Jeden z przybyłych zawiadomił jednak policję. W rezultacie wydarzenie to sprowokowało policję do przeprowadzenia operacji przeciw Świadkom Jehowy. W ciągu kilku dni aresztowano ponad 100 głosicieli z Pragi, odbyły się sprawy sądowe, a 6 osób zostało skazanych.
W 1969 roku grupa około 300 Świadków Jehowy skorzystała z możliwości wyjazdu na kongres międzynarodowy pod hasłem „Pokój na ziemi” do najbliższego miasta kongresowego – do Norymbergi, w okresie gdy obywatele czechosłowaccy mieli przez krótki okres możliwość swobodnego podróżowania do krajów Europy Zachodniej. Wkrótce jednak służba bezpieczeństwa ponownie zaczęła baczniej zwracać uwagę na działalność Świadków Jehowy. W niektórych częściach kraju zdarzały się aresztowania.
W lutym 1975 roku rozpoczęto kolejną akcję wobec Świadków Jehowy. W przeciągu roku przeprowadzono rewizję w 40 domach i zabrano pół tony literatury biblijnej, a kilku głosicieli aresztowano. Aresztowania powtórzyły się w różnych częściach kraju. W akcji tej wzięło udział około 200 agentów służby bezpieczeństwa. Osoby aresztowane skazywano na 13 lub 14 miesięcy więzienia. W roku 1975 aresztowano grupę osób w Pradze podczas obchodów uroczystości Wieczerzy Pańskiej. Podobną akcję, lecz na większą skalę, przeprowadzono jeszcze w roku 1987 w różnych częściach kraju.

### Komitet Kraju
1 lutego 1976 roku utworzono pięcioosobowy Komitet Kraju nadzorujący działalność Świadków Jehowy w Czechosłowacji. Znaleźli się w nim: Ondřej Kadlec, Michal Moskal, Bohumil Müller (koordynator), Anton Murín i Eduard Sobička. Świadkowie Jehowy w Czechosłowacji należeli wówczas do 220 zborów, 35 obwodów i 8 okręgów. Komitet Kraju podzielił działalność w Czechosłowacji pomiędzy poszczególne okręgi, obwody i zbory. Rozpoczęto też działalność na terenach nieprzydzielonych żadnemu zborowi. Urządzano tam wyjazdy, a głosiciele zachowywali się jak turyści. Niektórych pionierów kierowano na takie wyjazdy również do Bułgarii. Austriackie Biuro Oddziału umacnianiało współwyznawców pod względem organizacyjnym.
W marcu 1979 roku na dwie osoby prywatne zakupiono w Pradze trzykondygnacyjny budynek. Po trwającym pół roku remoncie oddano do użytku część mieszkalną, a rok później część biurową. Do 1994 roku budynek ten stanowił nieoficjalne biuro Świadków Jehowy w Czechosłowacji. 1 czerwca 1979 roku w Sekretariacie do spraw Religii przy Prezydium Rządu Czechosłowackiej Republiki Socjalistycznej złożono dokument o podjęcie rozmów w sprawie legalizacji działalności. Rozmowy rozpoczęto 22 kwietnia 1980 roku i w ich następstwie w Ministerstwie Spraw Wewnętrznych złożono wniosek o zarejestrowanie Towarzystwa Strażnica. Nie otrzymano jednak żadnej odpowiedzi.
W warunkach konspiracyjnych podjęto tłumaczenie Pisma Świętego w Przekładzie Nowego Świata w języku czeskim. Zostało ono wydane i oprawione w latach od 1982 do 1986 w pięciu tomach. Każda rodzina Świadków Jehowy otrzymała jeden egzemplarz. W roku 1987 w kraju zanotowano 9870 głosicieli, a przeciętnie 699 osób pełniło służbę pionierską. W roku 1988 za wiedzą władz na kongres pod hasłem „Sprawiedliwość Boża” wyjechała do Wiednia spora grupa czechosłowackich Świadków Jehowy.
Na początku 1988 roku funkcjonariusze służby bezpieczeństwa wysunęli pomysł zorganizowania nieoficjalnego spotkania przedstawicieli Biura Głównego Świadków Jehowy z urzędnikami Ministerstwa Spraw Wewnętrznych. Sugerowano, że rozmowy te mogą utorować drogę do spotkań z upoważnionymi przedstawicielami państwa. Do spotkania doszło 20 grudnia 1988 roku w sali konferencyjnej hotelu Forum w Pradze. Świadków Jehowy reprezentowali Milton G. Henschel i Teodor Jaracz z Ciała Kierowniczego oraz Willi Pohl z niemieckiego Biura Oddziału. Choć samo spotkanie nie przyniosło bezpośrednich rezultatów, był to ogromny krok naprzód w legalizacji działalności Świadków Jehowy. W 1989 roku uzyskano zgodę od służb bezpieczeństwa na wyjazd na kongres międzynarodowy pod hasłem „Prawdziwa pobożność” do Polski dla 10 tysięcy czechosłowackich delegatów. Na terenie obecnych Czech było w tym okresie 11 394 Świadków Jehowy.

### Odzyskanie prawa do oficjalnej działalności

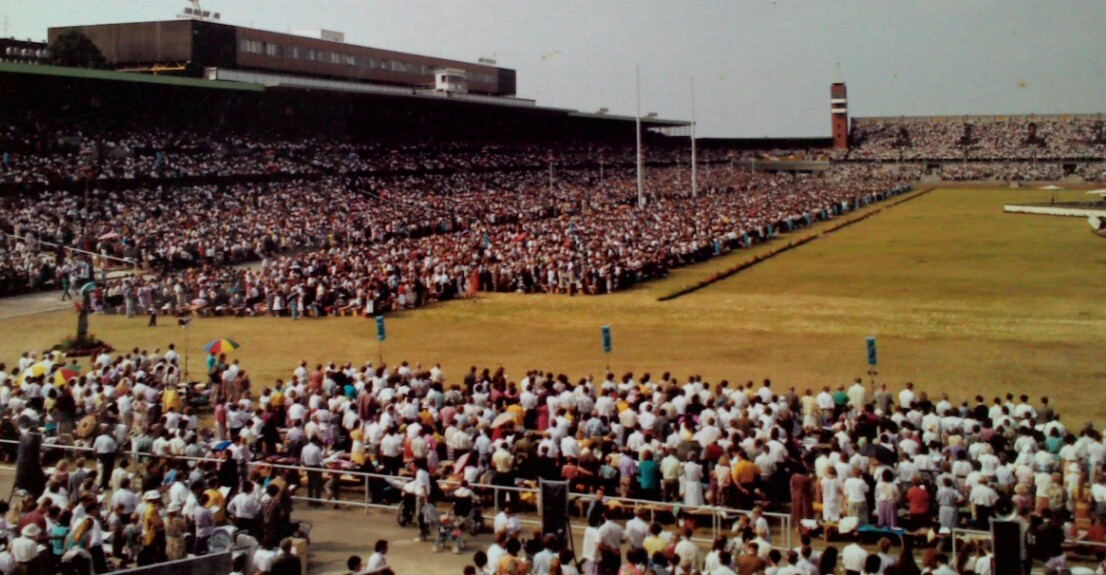
Kongres międzynarodowy pod hasłem „Lud miłujący wolność” w Pradze, 1991

1 stycznia 1990 roku władze zezwoliły na oficjalną działalność Świadków Jehowy. 12 stycznia złożono oficjalną prośbę o rejestrację działalności. W marcu podczas pobytu w Pradze Milton G. Henschel wraz z członkami Komitetu Kraju Murínem i Sobičką złożył wizytę w biurze premiera i w Ministerstwie Kultury. Dnia 19 marca 1992 roku uchwalono prawo dotyczące rejestracji nowych wyznań i związków religijnych, które wymagało złożenia podpisów pod wnioskiem o rejestrację złożonych przez 10 000 pełnoletnich członków. Świadkowie Jehowy ponownie złożyli wniosek o rejestrację, uzupełniając go o wymagane do rejestracji dokumenty. 1 września 1993 roku zarejestrowano Stowarzyszenie Religijne Świadków Jehowy.
Od początku 1990 roku zaczęto działać otwarcie. Wiosną tego roku odbyły się pierwsze zgromadzenia obwodowe w większych miastach Czech i Moraw. Na przykład na zgromadzeniu w Ostrawie w Hali Tatrzańskiej zebrało się 1600 osób. W tym też roku na praskim stadionie im. Evžena Rošický’ego w kongresie pod hasłem „Czysta mowa” wzięło udział 23 876 osób, a 1824 ochrzczono. W programie uczestniczyli dwaj członkowie Ciała Kierowniczego, Milton G. Henschel i Teodor Jaracz. Wcześniej jednak w ciągu dwóch miesięcy 9500 ochotników przeznaczyło 58 tysięcy godzin na dokładne uprzątnięcie stadionu, naprawienie ławek, usprawnienie systemu kanalizacyjnego i pomalowanie stadionu. W tym samym roku wyremontowano obiekt praskiego biura Świadków Jehowy.
W dniach od 9 do 11 sierpnia 1991 roku zorganizowano kongres międzynarodowy pod hasłem „Lud miłujący wolność” na Stadionie Strahov w Pradze, w którym uczestniczyło 74 587 osób. Z całej Czechosłowacji przybyło wówczas 29 119 osób, z Niemiec 26 716, a z Polski 12 895. Pozostałych 5857 delegatów przyjechało z 36 innych krajów. Chrzest przyjęło 2337 osób, z tego 1760 z Czechosłowacji, 480 z Niemiec i 97 z Polski. W programie uczestniczyli członkowie Ciała Kierowniczego, Milton G. Henschel, Teodor Jaracz i Albert D. Schroeder. Podczas tego kongresu 10 sierpnia, Albert D. Schroeder ogłosił wydanie Pisma Świętego w Przekładzie Nowego Świata w językach czeskim i słowackim w jednym tomie.

### Nowe Biuro Oddziału
28 i 29 maja 1994 roku uroczyście oddano do użytku nowy dziesięciopiętrowy budynek otrzymany w darze w marcu 1993 z przeznaczeniem na biuro Świadków Jehowy w Czechach. W uroczystości wziął udział Albert D. Schroeder oraz zaproszeni goście z Austrii, Danii, Holandii, Niemiec, Polski, Słowacji, Stanów Zjednoczonych, Szwajcarii, Ukrainy, Wielkiej Brytanii i Włoch. 1 września 1995 roku zaczęło funkcjonować samodzielne Biuro Oddziału. Wcześniej nadzór nad połączoną działalnością w Czechach i Słowacji sprawowało Biuro Oddziału w Austrii. W skład czeskiego Komitetu Oddziału weszli: Jan Glückselig, Ondřej Kadlec, Jaromír Leneček, Lubomír Müller i Eduard Sobička. Później Lubomíra Müllera skierowano do Rosji, a nowym członkiem czeskiego Komitetu Oddziału został Petr Žitník.

### Dalszy rozwój
30 sierpnia 1990 roku w zborze Bechyně oddano do użytku pierwszą w tym kraju Salę Królestwa. 20 listopada 1993 roku w miejscowości Sezimovo Ústí powstała pierwsza w Czechach Sala Królestwa wybudowana metodą szybkościową. Korzystają z niej dwa miejscowe zbory. W 1999 roku 242 czeskie zbory Świadków Jehowy korzystały z 84 własnych Sal Królestwa.
W roku 1996 na kongres pod hasłem „Posłańcy pokoju Bożego” do Pragi zjechały duże delegacje współwyznawców z Japonii, Niemiec, Polski i Stanów Zjednoczonych. Uczestniczyło w nim ponad 22 tysiące osób, a ochrzczono 432 osoby.
Wiosną 1999 roku czeski Trybunał Konstytucyjny w Brnie wydał orzeczenie, stwierdzające, że nie można dwa razy skazywać tej samej osoby za zgodną z jej sumieniem odmowę pełnienia służby wojskowej. Do tej zmiany w czeskim prawie przyczyniła się neutralna postawa Świadków Jehowy odmawiających pełnienia służby wojskowej.

Struktura wiekowa Świadków Jehowy w Czechach w roku 2011 (kolor niebieski: mężczyźni; kolor czerwony: kobiety)

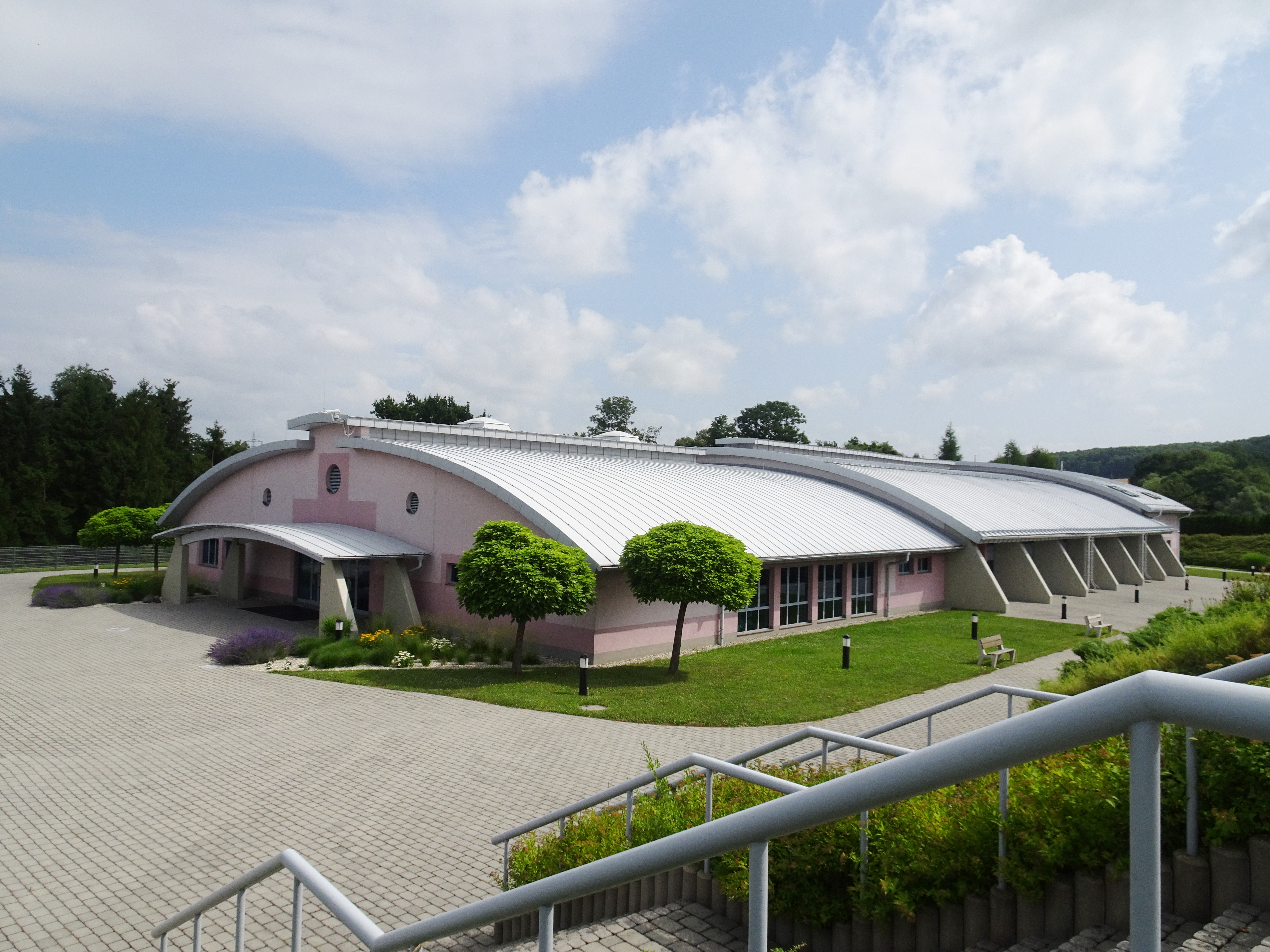
Sala Zgromadzeń w Błędowicach Górnych

4 maja 2002 roku w otwarciu rozbudowanego Domu Betel oraz dwóch Sal Zgromadzeń uczestniczył członek Ciała Kierowniczego Samuel F. Herd. Okolicznościowego przemówienia wysłuchało 2125 osób. Następnego dnia odbyło się specjalne zgromadzenie, w którym uczestniczyło 5286 osób.
W 2003 roku dwóm Świadkom Jehowy przyznano odszkodowania w wysokości kilkuset euro za uwięzienia z lat 50. XX wieku. W roku 2006 w Pradze odbył się kongres międzynarodowy pod hasłem „Wyzwolenie jest blisko!”. W 2009 roku kilkuset czeskich delegatów uczestniczyło w kongresie międzynarodowym pod hasłem „Czuwajcie!” w Poznaniu, gdzie program tłumaczono na języki czeski i słowacki.
Wiosną 2011 roku do Czech dotarli misjonarze, absolwenci 130. klasy Biblijnej Szkoły Strażnicy – Gilead. W 2012 roku nadzór nad działalnością w Czechach przejęło słowackie Biuro Oddziału w Bratysławie.
7 czerwca 2015 roku w Sali Zgromadzeń w Błędowicach Górnych zakończyła naukę pierwsza klasa Kursu dla Ewangelizatorów Królestwa w Czechach. Od maja 2017 do października 2018 roku Sąd Najwyższy Republiki Czeskiej anulował wyroki skazujące 45 Świadków Jehowy, którzy w czasach rządów komunistycznych odmówili odbycia służby wojskowej, a także zrehabilitował Martina Magenheima, który w 1978 roku został skazany za prowadzenie działalności kaznodziejskiej.
W czerwcu 2017 roku delegacja Świadków Jehowy z Czech uczestniczyła w kongresie specjalnym pod hasłem „Nie poddawaj się!” w Wiedniu, w lipcu 2018 roku w ukraińskim Lwowie w kongresie specjalnym pod hasłem „Bądź odważny!” z udziałem delegacji z Czech, a latem 2019 roku w kongresach międzynarodowych pod hasłem „Miłość nigdy nie zawodzi!” w Argentynie, Brazylii, Korei Południowej i Stanach Zjednoczonych. 7 września 2019 roku, na specjalnym zebraniu w Ostrawie, Stephen Lett z Ciała Kierowniczego Świadków Jehowy ogłosił wydanie zrewidowanego „Pisma Świętego w Przekładzie Nowego Świata” w językach czeskim i słowackim. Z tego specjalnego programu skorzystały w Ostrawie oraz w 200 innych miejscach na terenie Czech i Słowacji 25 284 osoby. W latach 1991–2019 wydrukowano około 325 000 egzemplarzy „Pisma Świętego w Przekładzie Nowego Świata” w języku czeskim, którym posługuje się ponad 15 000 głosicieli na świecie.
Z powodu pandemii COVID-19 zaplanowany na lipiec 2020 roku kongres specjalny pod hasłem „Zawsze się radujcie!” w Pradze został odwołany.
W roku 2022 schronienie w Czechach znalazło wielu Świadków Jehowy z Ukrainy, uchodźców – ofiar inwazji Rosji.
W dniach 5–7 lipca 2024 roku na O2 Arena w Pradze odbył się kongres specjalny pod hasłem „Głośmy dobrą nowinę!” z udziałem zagranicznych delegatów m.in. z Austrii, Belgii, Finlandii, Holandii, Luksemburga, Korei Południowej, Niemiec, Mołdawii, Peru, Stanów Zjednoczonych, Szwajcarii i Węgier. Ponad 15 tysięcy obecnych, 115 osób zostało ochrzczonych. W tym samym roku delegacje z Czech brały udział w kongresach specjalnych w Finlandii i w Stanach Zjednoczonych.
Specjalna działalność publiczna na terenach wielkomiejskich obejmuje Pragę i Ostrawę. Zebrania zborowe organizowane są w językach: czeskim, czeskim migowym, angielskim, bułgarskim, chińskim (mandaryńskim), francuskim, hiszpańskim, romskim (w dialekcie wschodnia Słowacja), rosyjskim, ukraińskim i wietnamskim. Program kongresów przedstawiany jest w językach czeskim, czeskim migowym, słowackim migowym, ukraińskim i rosyjskim, a zgromadzeń obwodowych dodatkowo także w rumuńskim i słowackim. W 2023 roku w Czechach funkcjonowało 136 Sal Królestwa. Biura Tłumaczeń znajdują się w Hawierzowie i Błędowicach Górnych.

### Grupy polskojęzyczne
Grupy polskojęzyczne w Czechach funkcjonowały do 2021 roku. Od 2019 roku w Pradze (przy zborze Praha-Nové Město), a od marca 2020 roku także w Mladá Boleslav.